# Schwedische Münzgeschichte
Die schwedische Münzgeschichte ist ein wesentlicher Teil der schwedischen Geldgeschichte, die über die Münzen hinaus auch das Papiergeld und das bargeldlose Geldwesen umfasst. Anders als in Mittel- und vor allem in Südeuropa wurden in der Antike und dem Frühmittelalter in Skandinavien keine Münzen hergestellt. Silbermünzen wurden allerdings aus anderen Ländern importiert und bestanden zu einem großen Teil aus arabischen Dirhems. Sie wurden in Schweden dann nicht als Münzen mit einem nominalen Wert eingesetzt, sondern neben Barren, Blechen und Schmuck nach Gewicht bewertet. Kluge bezeichnet diese prämonetäre Zahlungsweise als Gewichtsgeldwirtschaft. Erst im Zuge der der Christianisierung im Hochmittelalter wuchs das Bedürfnis ein auf Münzen basierendes Geldsystem einzuführen. Um das Jahr 1000 wurden die ersten Münzen in Schweden geprägt.

## Hoch- und Spätmittelalter
Das europäische Hoch- und Spätmittelalter wird in der schwedischen Münzgeschichte in die Wikingerzeit (Vikingatiden) und die Mittelalterzeit (Mideltiden) unterteilt.

### Wikingerzeit
In der späten Wikingerzeit begann unter Olof Skötkonung (ca. 995–1022) die Prägung von Silberdenaren, die stilistisch den englischen Denaren dieser Zeit folgten. Wirtschaftlich war es offensichtlich auch für Skandinavien von Vorteil, dass es mit der Übernahme des englischen Sterlings mit dem vorherrschenden Münzsystem Westeuropas verbunden waren. Diese Sterlingsgebiete hielten sich bis in das 13. und 14. Jahrhundert und waren nicht auf England, die Niederlande und Westfalen beschränkt. Nachgeahmt wurden sowohl short-cross-pennies als auch long-cross-pennies, später auch small-cross-pennies. Gelegentlich wurden auch quadratische Klippen geprägt.

### Mittelalterzeit
Im Mittelalter (ca. 1130 bis ca. 1520) wurden auch deutlich kleinere Silbermünzen, zunächst oft mit stark stilisierten aus wenigen Punkten zusammengesetzte Herrscherporträts hergestellt. Im 13. Jahrhundert würden auch immer häufiger Hohlpfennige geprägt, die sich eher an den kleineren Hohlpfennigen Norddeutschlands als an den größeren Brakteaten nach mittel- und süddeutschen Vorbildern orientierten. Unter Albrecht von Mecklenburg (1364–1389) wird als neues Nominal eine mittelgroße Silbermünze, der Örtug geprägt. Daneben werden aber als kleinere Münzen auch weiter Hohlpfennige hergestellt. Die Insel Gotland lässt seit der Mitte des 12. Jahrhunderts eigene Münzen prägen und kann diesen Sonderstatus in Schweden bis Mitte des 16. Jahrhunderts bewahren. Ab ca. 1520 prägt Gotland neben den kleineren Pfennig (Penning) und dem größeren Örtug auch die noch größeren Schillinge (Skilling). Unter Sten Sture dem Jüngeren (1512–1520) wurde zwar erstmals auch eine Goldmünze (Gyllen = Gulden) geprägt. Diese Gulden wurden in anderen europäischen Ländern schon im Spätmittelalter geprägt. Auch die Prägezeit von Sten Sture wird deshalb noch dem Mittelalter zugerechnet. Dieser Gulden wurde auch in Silber geprägt und schuf somit eine auf Bimetallismus beruhende Währung.

## Frühe Neuzeit
Unter Gustav Wasa (1521–1560) begann ab 1534 die Prägungen des Talers (Daler), der ab 1604 in Riksdaler umbenannt wurde. Ein Riksdaler galt 4 Mark oder 32 Öre zu je zwei Örtug. Der Wert des Riksdalers gegenüber den kleineren Nominalen stieg im 16. und bis in das frühe 17. Jahrhundert bis auf 38 Mark. Die Mark war ursprünglich eine Gewichtseinheit gewesen. Nun wird sie auch zum Münznominal als größere Silbermünze, die auch als doppelte und als halbe Mark geprägt wird. Unter der Regentschaft Gustav II. Adolf (1611–1632) entstanden sehr prachtvolle Gold- und Silbermünzen. Neben dem weiter geltenden Rigsdaler wurden auch zwei Währungen in Kupfer eingeführt: Die schwerere bezog sich auf eine Silbermünzfuß (SM) und die leichtere auf einen Kupfermünzfuß (KM, Öre). Damit ergab sich ein Wertverhältnis von 1 Rigsdaler = 3 Daler Kupfer (SM) = 9 Daler Kupfer (KM). Ab 1644 wurde unter der Regentschaft von Gustav Adolfs Tochter Christina (1632–1654) wegen des erheblichen Silbermangels auch große viereckige Kupferplatten als Münzen herausgegeben, die einen Wert von bis zu 10 Daler SM oder 25 Daler KM haben konnten und deren größtes Stück ein Gewicht von 19,7 kg hatte. Stempel in runder Münzform zeigen den Wert in SM oder KM an. Diese Plattenmünzen (Plåtmynt) wurden in Nominalen von anderthalb bis zehn Talern erst 1776 wieder aufgegeben. Praktischerweise lagen die Münzstätten für diese Kupferplatten in unmittelbarer Nähe zu den Kupfergruben. Diese großen Kupferplatten hatten aber kaum inflationäre Impulse ausgelöst, was zum einen an der der Langsamkeit ihres Umlaufs gelegen haben mag. Zum anderen war der reale Wert dieser schweren Kupferplatten auch erheblich.

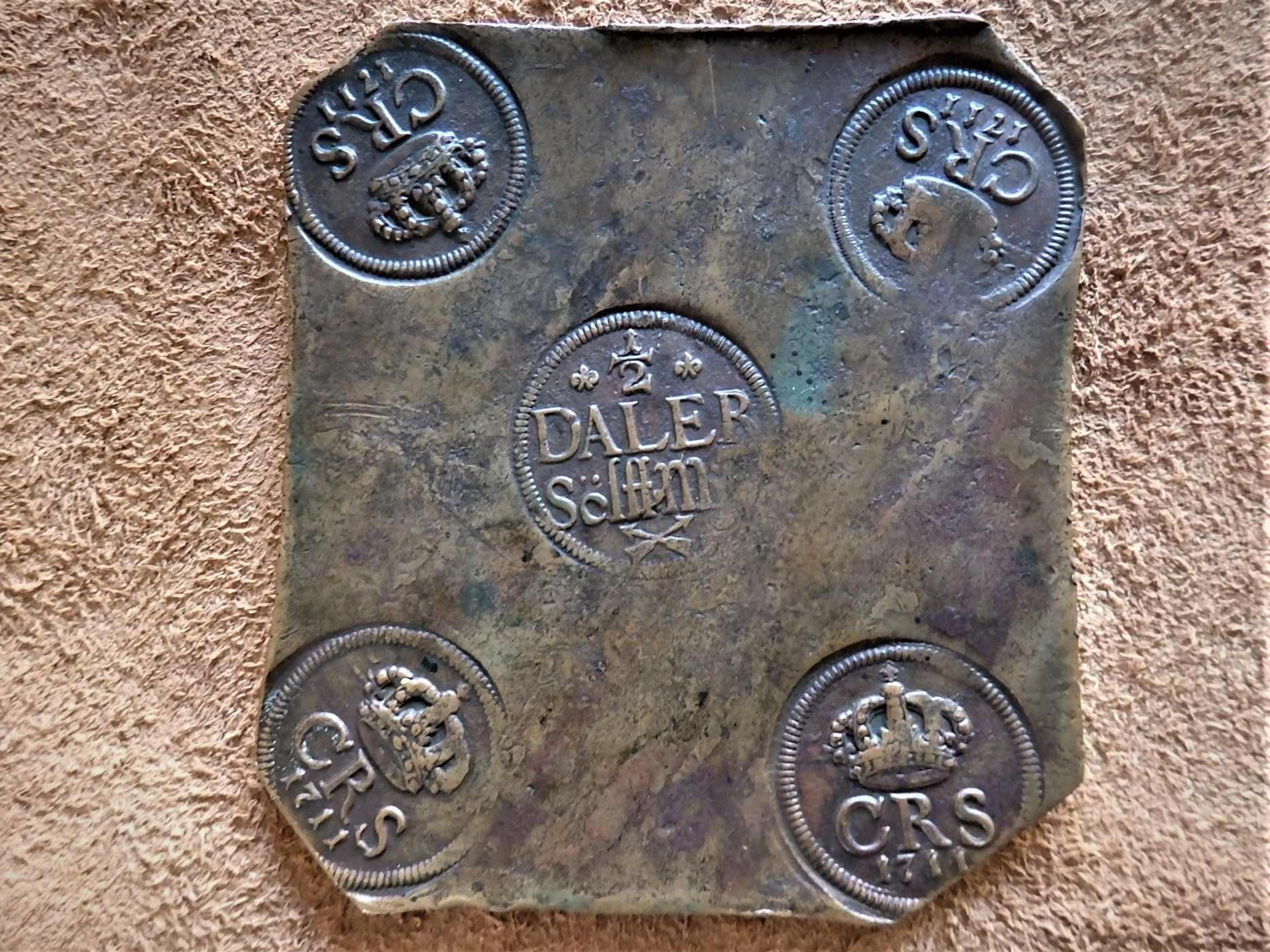
½ Dalermünze aus dem Jahr 1711

### Schwedische Besitztümer in Norddeutschland
Durch den Friedensschluss im Dreißigjährigen Krieg gelangten norddeutsche Gebiete unter schwedische Hoheit. Faktisch war Pommern schon 1637 unter schwedische Hoheit gelangt. Für Pommern wurden Dukaten, Taler, Gute Groschen und Pfennige hergestellt, die sich nicht wesentlich von brandenburgisch-preußischen Münzen unterschieden. Die größeren Nominale zeigten aber das Portrait des schwedischen Königs oder sein Monogramm. Die 3 Pfennigmünzen trugen die Abkürzungen K.S.P.L.M oder K.SCHWED.POM.LANDES.M für königlich-schwedisch-pommersche Landmünze als Umschrift. Diese Prägungen endeten 1806.

## 18. Jahrhundert
Während des Großen Nordischen Krieges (1700–1721) wurden zwischen 1715 und 1718 kleine Kupfermünzen mit dem Wert eines Talers (gleich 32 Öre) geprägt, mit dem das bis dahin umlaufende Silbergeld ersetzt werden sollte, weil das Silber zur Kriegsfinanzierung benötigt wurde. Diese offiziell als Mynttecken (Münzzeichen) benannten Kupfermünzen wurden nach ihrem Urheber Görtzsche Notdaler genannt. Auf diesen in riesigen Mengen geprägten Münzen waren mythologische oder allegorische Figuren, wie römische Gottheiten, abgebildet. Nach dem Tod von Karl XII. wurden diese Münzen weitgehend wertlos und Baron Georg Heinrich von Görtz (1668–1719) wurde enthauptet. Dazu wird auch beigetragen haben, dass Görtz sein eigenes Porträt auf einige dieser Münzen hatte setzen lassen. Gerade in Schweden, wo man aus der Zeit der Kupfermünzplatten wusste, wie schwer diese für einen gewissen Wert zu sein hatten, war es für jedermann offensichtlich, dass die Notdaler nicht dem realen Wert entsprachen.
Erst 1776 kehrte Schweden zur Silberwährung zurück. Ein Rigsdaler galt nun 48 Skilling, ein Skilling galt 12 Runstycke. Die Öre SM entsprach nun dem ¼ Skilling, die Öre KM dem ¹̸12 Skilling. Die Stempel einiger besonders schöner Rigsdaler wurden von dem Schweizer Stempelschneider Johann Karl Hedlinger (1691–1771) gefertigt.

## 19. Jahrhundert

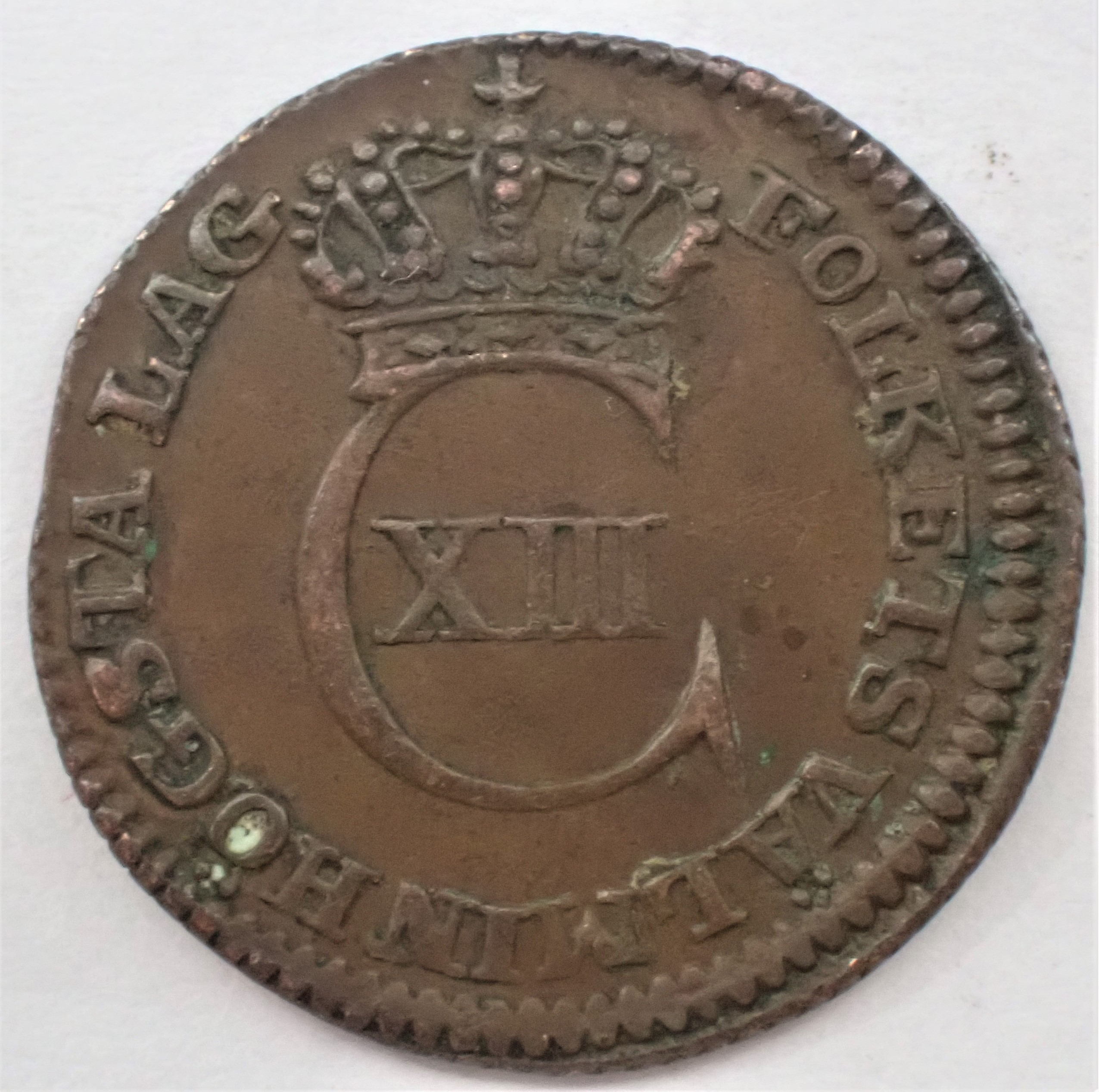
1/12 Skilling von 1812 mit Wahlspruch Karl XIII. (Schweden)
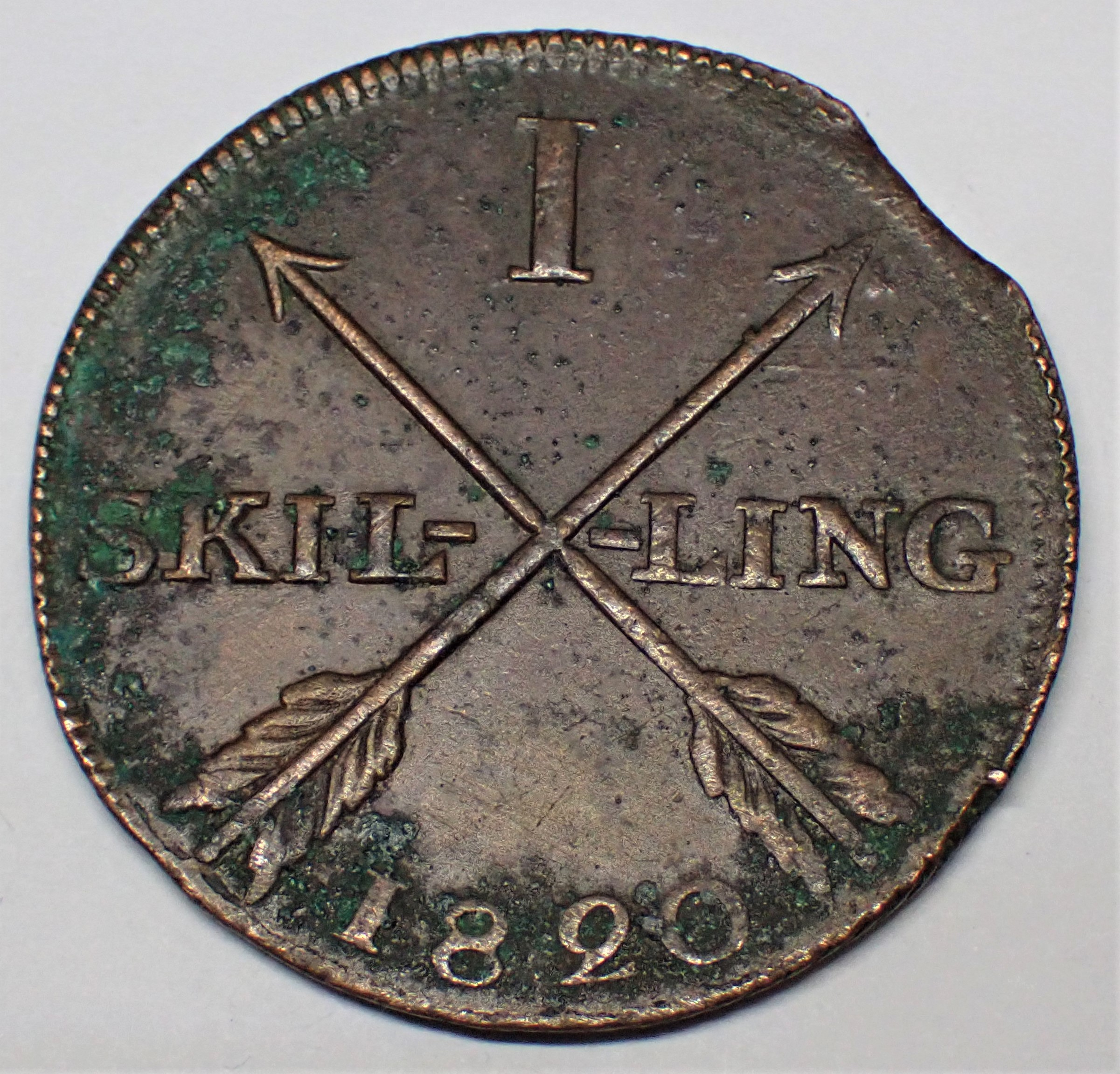
Skilling, Schweden, 1820, Schilling
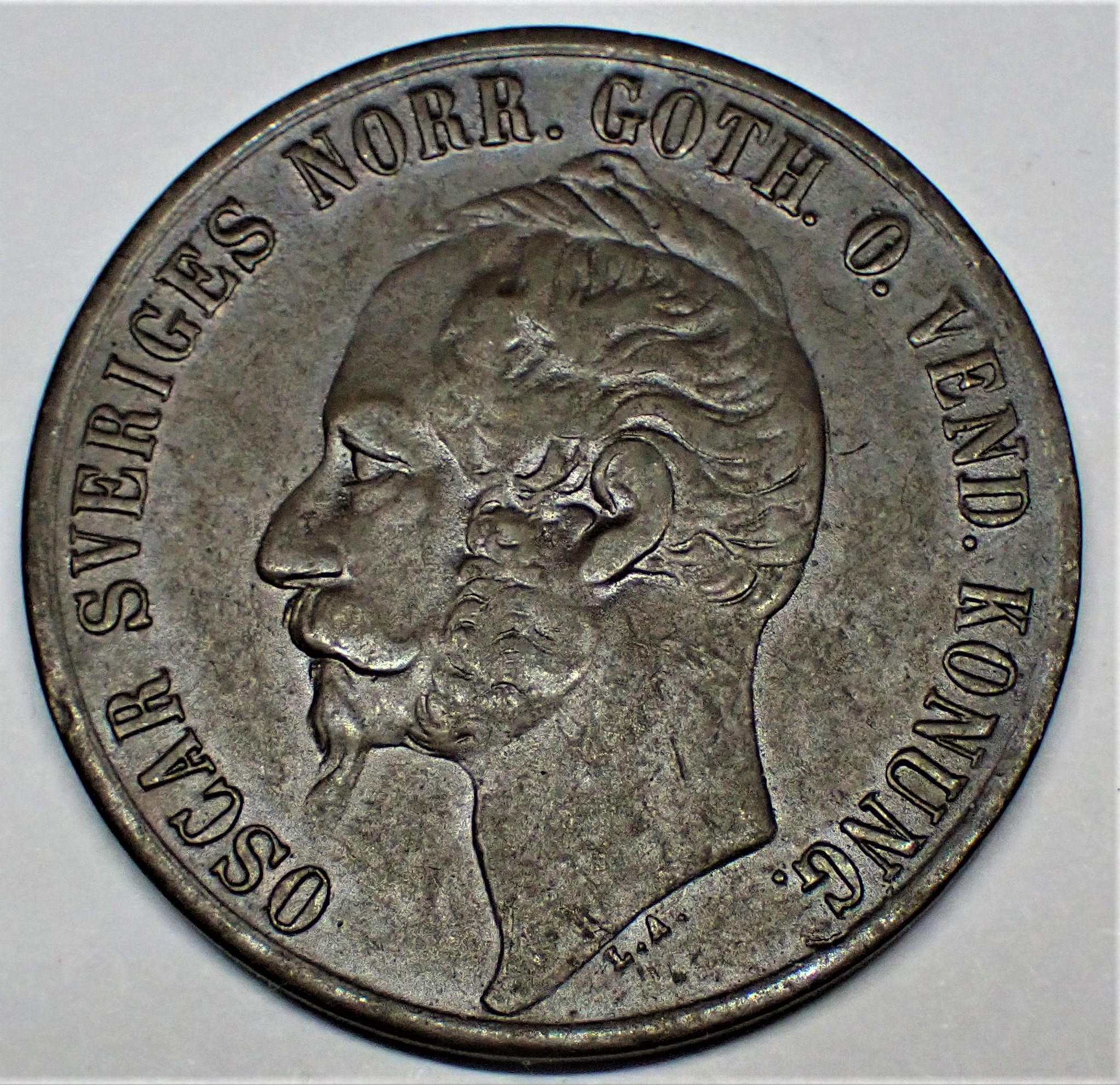
Fünf schwedische Öre von 1857 mit Oskar I. (Schweden)
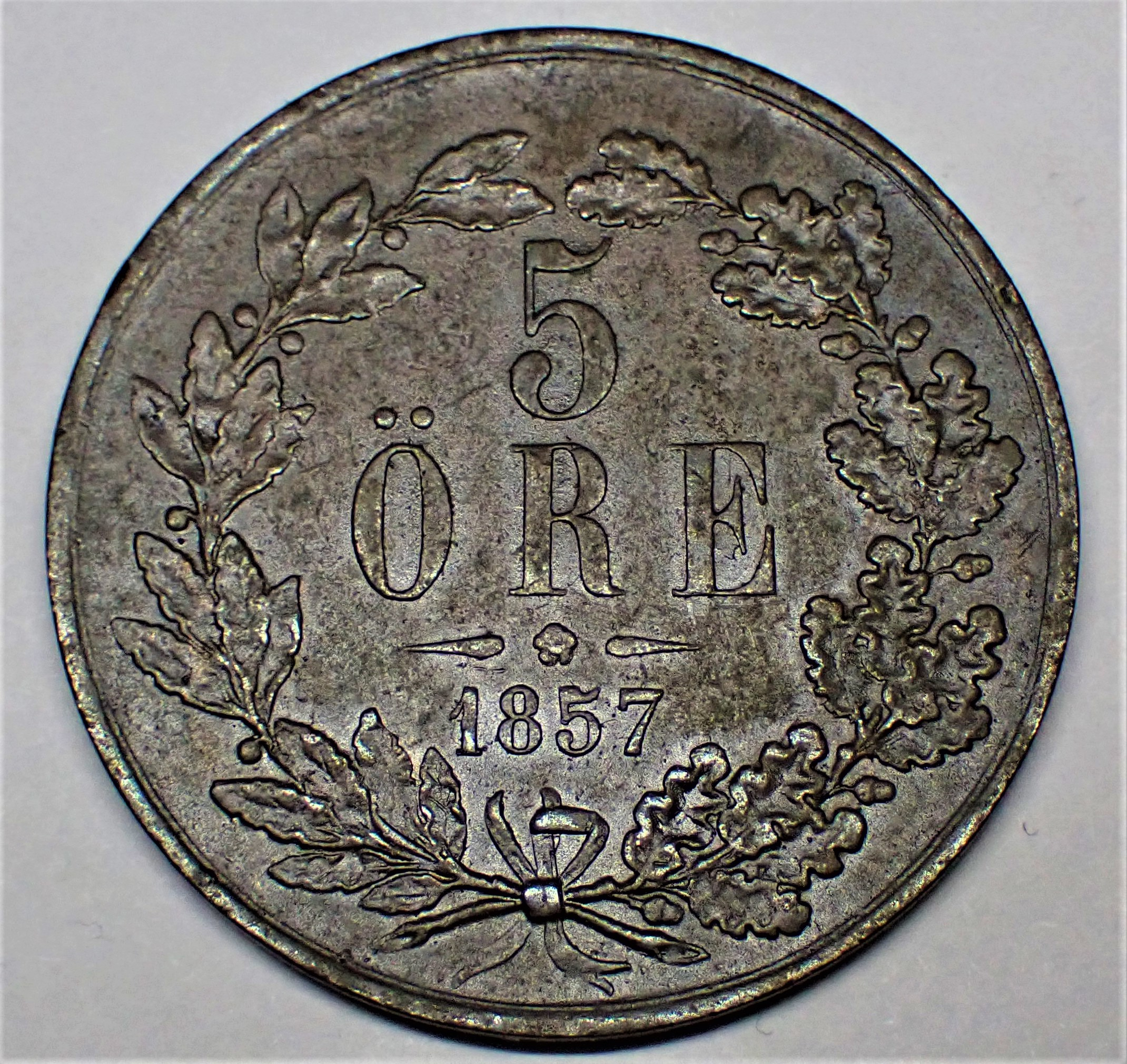
Revers der 5-Öre von 1857

Während des 19. Jahrhunderts wechselten sich vier verschiedene Münzsysteme in Schweden ab:
- In dem Münzsystem von 1798 bis 1830 galt 1 Riksdaler Species gleich 48 Skillinge
- Das von 1830 bis 1855 gültige Münzsystem unterteilte den Riksdaler Riksgålds in 32 Skilling Banco
- Mit der Münzreform von 1855 wurde dann das Dezimalsystem eingeführt. 1 Rigsdaler Riksmynt wurde nun in 100 Öre unterteilt. 4 Riksdaler Riksmynt galten dabei 1 Rigsdaler Species.
- Nach einer erneuten Münzreform durch das Gesetz vom 30. Mai 1873 wurde der Rigsdaler Rigsmynt nun als Schwedische Krone (Krona) bezeichnet und weiter in 100 Öre unterteilt.[14]

Der Lateinischen Münzunion ist Schweden nicht beigetreten, gründete aber 1873 mit Dänemark die Skandinavischen Münzunion, mit dem Gold- statt dem Silberstandard und einer wechselseitigen Anerkennung beider Währungen zu einem vollen Kurs.

## 20. Jahrhundert
Neben 20 Kronenmünzen (Kronor) aus Gold wurden die 1-Krone- und die 2-Kronenmünzen, aber zunächst auch noch die 10-, 25- und 50 Öremünzen aus Silber geprägt. Nur die 1-, 2- und 5-Öremünzen waren aus Bronze. Wie viele andere europäische Länder wurden diese Kleinmünzen im Laufe des Ersten Weltkrieges nicht mehr aus Bronze, sondern aus Eisen geprägt. 
Während des Ersten Weltkrieges, in dem Schweden, wie im Zweiten Weltkrieg, neutral blieb, aber in die Kriegswirtschaft teilweise eingebunden war, kam es zu immer größeren Währungsunterschieden zwischen der dänischen und der schwedischen Krone. Die Skandinavische Münzunion wurde deshalb aufgelöst und der zwischenzeitlich eingeführte Papiergeldstandard wich wieder dem Goldstandard.
Auch im Zweiten Weltkrieg war Schweden neutral, sah sich aber ab 1942 gezwungen, die Kleinmünzen wieder in dem weniger kriegswichtigen Eisen statt in Bronze auszumünzen. 

## Seit dem Zweiten Weltkrieg
Die steigenden Silberpreise sorgten ab 1968 auch in Schweden dafür, dass die 50-Öremünzen, aber auch 1- und 2-Kronenstücke in Kupfer-Nickel hergestellt wurden. Ab 1972 wurde auch das 5-Kronennominal erstmals in Kupfer-Nickel in den Umlauf gebracht. Im Jahr 1972 wurden die 1- und 2-Öremünzen für ungültig erklärt. Schweden wurde 1995 zwar Mitglied der EU, nicht aber des Euroraums und behielt seine nationale Währung. Die Münzproduktion wurde zwischen 2008 und 2011 aber nach Finnland verlagert. Seitdem werden in Schweden keine Münzen mehr hergestellt. Der Geldumlauf Schwedens ist mittlerweile zu einem sehr hohen Grad bargeldlos.